# Правильний п'ятикутник
| Правильний п'ятикутник     | Правильний п'ятикутник |
| -------------------------- | --- |
|                            | |
| Тип                        | Правильний багатокутник |
| Властивості                | Опуклий, рівносторонній, ізогональний (вершинно-транзитивний), ізотоксальний (реберно-транзитивний), конциклічний (вписаний в коло) |
|                            | |
| Елементи                   | 5 ребер 5 вершин |
| Вершинна фігура            | Відрізок довжиною {\displaystyle {\frac {1+{\sqrt {5}}}{2}}}                                                                        |
| Позначення                 | |
| Символ Шлефлі              | {5} |
| Діаграма Коксетера-Динкіна | або (x5o) |
| Група симетрії             | D5, порядок 10 (Діедральна група)                                                                                                   |
| Двоїстий                   | Самодвоїстий |

Правильний п'ятикутник (пентагон від грец. πέντε — п'ять та γωνία -кут) — п'ятикутник, у якого всі сторони і кути рівні.
Також, правильний п'ятикутник — геометрична фігура, правильний багатокутник з п'ятьма сторонами.
Правильні п'ятикутники є гранями одного з тіл Платона, а саме додекаедра, а також одного з тіл Кеплера–Пуансо, а саме великого додекаедра.
П'ятикутник — це опуклий багатокутник з найбільшою кількістю сторін, що може виступати в якості граней для правильних багатогранників, а також багатокутник з найбільшою кількістю сторін, на якому можна побудувати правильногранні піраміду та купол.
Правильний п'ятикутник має п'ять ліній дзеркальної симетрії, і обертову симетрію 5-го порядку (у 72°, 144°, 216° і 288°).
Оскільки сума внутрішніх кутів довільного опуклого п'ятикутника становить 540°, то кожен внутрішній кут правильного п'ятикутника дорівнює 108°.

## Формули
Нехай {\displaystyle a} ‒ сторона п'ятикутника,
R ‒ радіус описаного кола,
r ‒ радіус вписаного кола.
Для правильного п'ятикутника справедливі наступні формули:
Сторона правильного п'ятикутника:
{\displaystyle a=2\mathop {\mathrm {tg} } \left({\frac {\pi }{5}}\right)\cdot r=2\cdot {\sqrt {5-2{\sqrt {5}}}}\cdot r\approx 1.45308505\cdot r}
{\displaystyle a=2\sin \left({\frac {\pi }{5}}\right)\cdot R={\sqrt {\frac {5-{\sqrt {5}}}{2}}}\cdot R\approx 1.1755705\cdot R}
Радіус вписаного кола правильного п'ятикутника (дорівнює апофемі правильного п'ятикутника) ‒ дотикається до всіх його ребер:
{\displaystyle r={\frac {1}{2}}\mathop {\mathrm {ctg} } \left({\frac {\pi }{5}}\right)\cdot a={\frac {1}{2}}{\sqrt {\frac {5+2{\sqrt {5}}}{5}}}\cdot a\approx 0.68819096\cdot a}
{\displaystyle r=\cos \left({\frac {\pi }{5}}\right)\cdot R={\frac {1+{\sqrt {5}}}{4}}\cdot R={\frac {\varphi }{2}}\cdot R\approx 0.80901699\cdot R}
Радіус описаного кола правильного п'ятикутника ‒ проходить через всі його вершини:
{\displaystyle R={\frac {1}{2}}\mathop {\mathrm {cosec} } \left({\frac {\pi }{5}}\right)\cdot a={\sqrt {\frac {5+{\sqrt {5}}}{10}}}\cdot a={\frac {1}{\sqrt {3-\varphi }}}\cdot a\approx 0.8506508\cdot a}
{\displaystyle R=\sec \left({\frac {\pi }{5}}\right)\cdot r=({\sqrt {5}}-1)\cdot r\approx 1.23606797\cdot r}
Висота ‒ відстань від вершини до протилежної сторони:
{\displaystyle H=R+r={\frac {1}{2}}\mathop {\mathrm {ctg} } \left({\frac {\pi }{10}}\right)\cdot a={\frac {1}{2}}{\sqrt {5+2{\sqrt {5}}}}\cdot a\approx 1.5388417\cdot a}
Площа правильного п'ятикутника:
| {\displaystyle S={\frac {5}{4}}\mathop {\mathrm {ctg} } \left({\frac {\pi }{5}}\right)\cdot a^{2}={\frac {1}{4}}{\sqrt {25+10{\sqrt {5}}}}\cdot a^{2}\approx 1.7204774\cdot a^{2}} {\displaystyle S={\frac {5}{2}}\sin \left({\frac {2\pi }{5}}\right)\cdot R^{2}={\frac {5}{4}}\cdot {\sqrt {\frac {5+{\sqrt {5}}}{2}}}\cdot R^{2}\approx 2.3776412\cdot R^{2}} {\displaystyle S=5\mathop {\mathrm {tg} } \left({\frac {\pi }{5}}\right)\cdot r^{2}=5\cdot {\sqrt {5-2{\sqrt {5}}}}\cdot r^{2}\approx 3.63271264\cdot r^{2}} | {\displaystyle S={\frac {5}{12}}R\cdot d={\frac {\sqrt {5}}{2}}a\cdot H={\frac {1}{2}}P\cdot r} де P — периметр правильного п'ятикутника: {\displaystyle P=5\cdot a} d — діагональ r — радіус вписаного кола/ апофема. |

## Кути правильного п'ятикутника
Внутрішній кут правильного п'ятикутника при даній вершині називається кут між двома його сторонами, що сходяться в цій вершині.
{\displaystyle \alpha ={\frac {180^{\circ }\cdot (5-2)}{5}}=108^{\circ }={\frac {3\pi }{5}}rad}
Сума внутрішніх кутів дорівнює {\displaystyle 180^{\circ }\cdot (5-2)=540^{\circ }=3\pi } радіан.
Зовнішній кут правильного п'ятикутика при цій вершині називається кут, суміжний внутрішньому куту багатокутника при цій вершині.
{\displaystyle \beta ={\frac {360^{\circ }}{5}}=72^{\circ }={\frac {2\pi }{5}}} радіан.
Сума зовнішніх кутів (по одному при кожній вершині) дорівнює {\displaystyle 360^{\circ }=2\pi } радіан.
Центральним кутом правильного п'ятикутика називається центральний кут його описаного кола, що спирається на його сторону. Величина центрального кута дорівнює:
{\displaystyle \gamma ={\frac {360^{\circ }}{5}}=72^{\circ }={\frac {2\pi }{5}}} радіан.
Кут між двома діагоналями, що виходять з однієї вершини, а також кут між діагоналлю та стороною дорівнює {\displaystyle \delta ={\frac {\pi }{5}}rad=36^{\circ }}

## Діагоналі

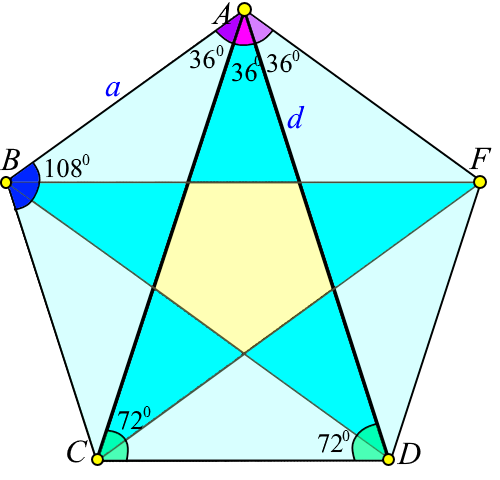

Правильний п'ятикутник має {\displaystyle {\frac {1}{2}}\cdot 5\cdot (5-3)=5} діагоналей однакової довжини:
{\displaystyle AC=AD=d=2\cdot \cos \left({\frac {\pi }{5}}\right)={\frac {{\sqrt {5}}+1}{2}}\cdot a=\varphi \cdot a\approx 1.6180339887\cdot a}
{\displaystyle d=2\cdot \cos \left({\frac {\pi }{10}}\right)\cdot R={\sqrt {\frac {5+{\sqrt {5}}}{2}}}\cdot R={\sqrt {\varphi {\sqrt {5}}}}\cdot R\approx 1.902113\cdot R}
Відношення діагоналі правильного п'ятикутника до його сторони дорівнює відношенню пропорції «золотого перетину»:
{\displaystyle {\frac {d}{a}}=\varphi ={\frac {1+{\sqrt {5}}}{2}}\approx 1.6180339887} ,
{\displaystyle {\frac {a}{d}}={\frac {1}{\varphi }}={\frac {{\sqrt {5}}-1}{2}}\approx 0.6180339887}
Діагоналі правильного п'ятикутника є трисектрисами його внутрішніх кутів. Кут між будь-якими сусідніми діагоналями, що виходять з однієї вершини (включно зі сторонами, що виходять з цієї вершини):
{\displaystyle \delta ={\frac {\pi }{5}}rad=36^{\circ }}
Діагоналі правильного п'ятикутника перетинаються в 5 точках і ділять внутрішню область п'ятикутника на 11 частин (A007678 в OEIS).
Сума діагоналей опуклого п'ятикутника ABCDE більша за периметр, але менша за подвійний периметр.
Сума квадратів діагоналей є втричі меншою від суми квадратів його сторін.:p.75,#1854
Відношення площ правильного п'ятикутника та іншого правильного п'ятикутника, що утворений перетином діагоналей вихідного (середина п'ятипроменевої зірки):
{\displaystyle {\frac {S}{s}}=\varphi ^{4}=3\varphi +2={\frac {7+3{\sqrt {5}}}{2}}\approx 6.854101966}
Для правильного п'ятикутника виконується рівність: {\displaystyle d^{2}=a^{2}+a\cdot d}
де a — довжина сторони правильного п'ятикутника, d — довжина діагоналі.

## Властивості
1. Центри вписаного та описаного кіл збігаються та лежать в центрі правильного п'ятикутника.
2. Площа кільця, утвореного вписаним та описаним колом залежить тільки від довжини сторони: {\displaystyle S={\frac {\pi }{4}}\cdot a^{2}}
3. У правильний п'ятикутник можна так вписати квадрат, що його вершини лежатимуть на чотирьох сторонах п'ятикутника.
4. Правильний п'ятикутник може бути побудований за допомогою циркуля та лінійки без міток.
5. У правильного п'ятикутника існує тільки одна зірчаста форма — пентаграма (п'ятипроменева зірка). Правильний п'ятикутник і правильний шестикутник є єдиними багатокутниками з однією можливою зірчастою формою.

### Теорема Вівіані

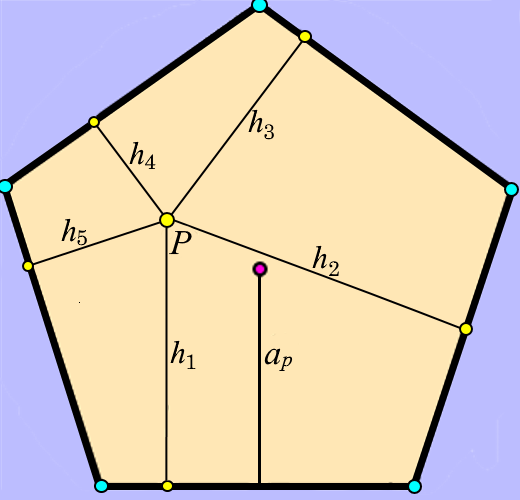
Теорема Вівіані для правильного п'ятикутника

Нехай точка Р — довільна точка всередині правильного п'ятикутника. З неї на сторони опущені перпендикуляри.
{\displaystyle a_{p}} — апотема п'ятикутника (перпендикуляр, опущений з його центра на будь-яку з його сторін).
Тоді виконується наступна рівність:
{\displaystyle \textstyle \sum _{k=1}^{5}\displaystyle h_{i}=h_{1}+h_{2}+h_{3}+h_{4}+h_{5}=5\cdot a_{p}}
Названа іменем італійського математика Вінченцо Вівіані.

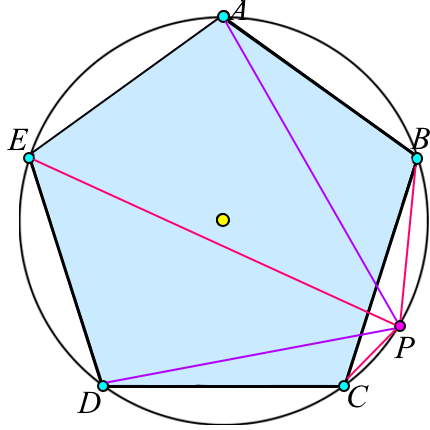

### Точка на описаному колі
Навколо правильного п'ятикутника ABCDE описано коло. Точка Р лежить на описаному колі між вершинами В і С. Тоді виконуються наступні рівності:
{\displaystyle PA+PD=PB+PC+PE}
{\displaystyle 3\cdot (PA^{2}+PB^{2}+PC^{2}+PD^{2}+PE^{2})^{2}=10\cdot (PA^{4}+PB^{4}+PC^{4}+PD^{4}+PE^{4})}
Сума довжин перпендикулярів, опущених з вершин правильного п'ятикутника на будь-яку пряму, дотичну до описаного кола, дорівнює {\displaystyle 5R}.
Сума квадратів відстаней від вершин правильного п'ятикутника до будь-якої точки на його описаному колі дорівнює 10R2
Сума квадратів відстаней від середин сторін правильного п'ятикутника до будь-якої точки на його описаному колі дорівнює 10R2 − 5/4a2, де а — довжина сторони правильного п'ятикутника.

### Точка в площині правильного п'ятикутника

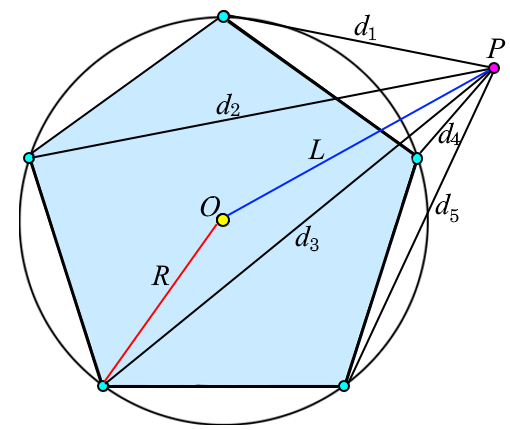

Навколо правильного п'ятикутника описано коло радіусом R.
Точка Р знаходиться в площині п'ятикутника. ОР = L — відстань від точки Р до центра п'ятикутника (центра описаного кола). {\displaystyle d_{i}} (i = 1, 2…5) — відстані від точки Р до вершин п'ятикутника.
Тоді виконуються наступні рівності:
{\displaystyle {\begin{aligned}\textstyle \sum _{i=1}^{5}d_{i}^{2}&=5\left(R^{2}+L^{2}\right),\\\textstyle \sum _{i=1}^{5}d_{i}^{4}&=5\left(\left(R^{2}+L^{2}\right)^{2}+2R^{2}L^{2}\right),\\\textstyle \sum _{i=1}^{5}d_{i}^{6}&=5\left(\left(R^{2}+L^{2}\right)^{3}+6R^{2}L^{2}\left(R^{2}+L^{2}\right)\right),\\\textstyle \sum _{i=1}^{5}d_{i}^{8}&=5\left(\left(R^{2}+L^{2}\right)^{4}+12R^{2}L^{2}\left(R^{2}+L^{2}\right)^{2}+6R^{4}L^{4}\right).\end{aligned}}}

## Замощення площини
Правильними п'ятикутниками неможливо замостити площину без проміжків та накладень, оскільки внутрішній кут правильного п'ятикутника дорівнює 108 ° і не ділить ні 180°, ні 360°.

Заповнення площини правильними п'ятикутниками

Оптимальне пакування конгруентних правильних п'ятикутників на площині є подвійною ґраткою, що являє собою чергування вирівняних вертикальних стовпчиків правильних п'ятикутників, спрямованих вгору зі стовпчиками правильних п'ятикутників, спрямованих вниз.
Щільність цієї структури становить {\displaystyle {\frac {5-{\sqrt {5}}}{3}}\approx 0.9213106741}.
Це є найкраще відоме замощення площини правильними п'ятикутниками з коефіцієнтом заповнення площини 92.131 %
Приклади заповнення площини правильними п'ятикутниками та ромбами:

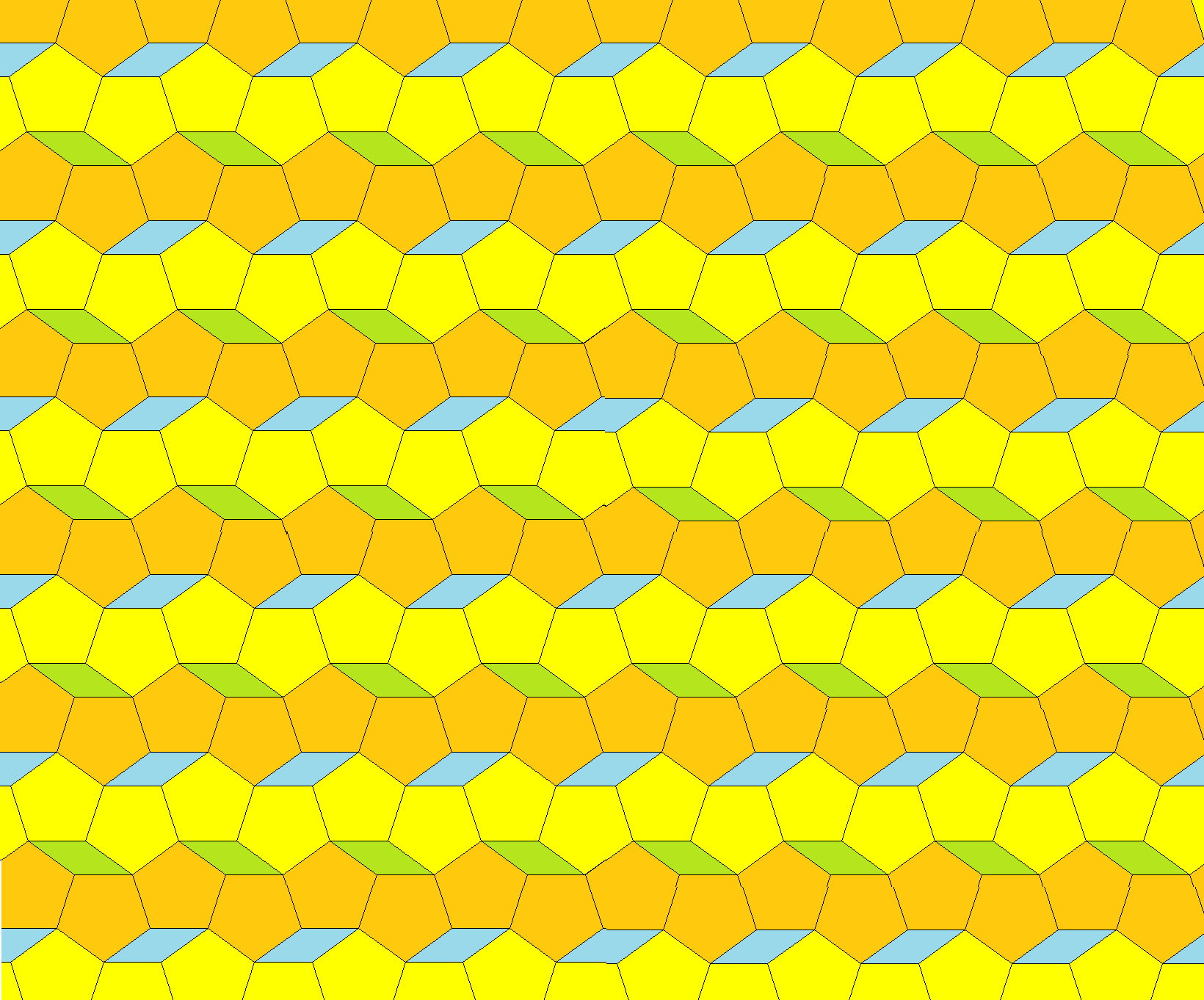

В неевклідовій геометрії правильні п'ятикутники можуть замощувати гіперболічну площину чотирма п'ятикутниками навколо кожної вершини (наприклад, п'ятикутна мозаїка порядка 4) (або більше), а сферу — трьома п'ятикутниками; останній паркет створює мозаїку, яка топологічно еквівалентна додекаедру.
Існує 15 п'ятикутних паркетів, що складаються з неправильних п'ятикутників, якими можна замостити площину.

## Симетрія

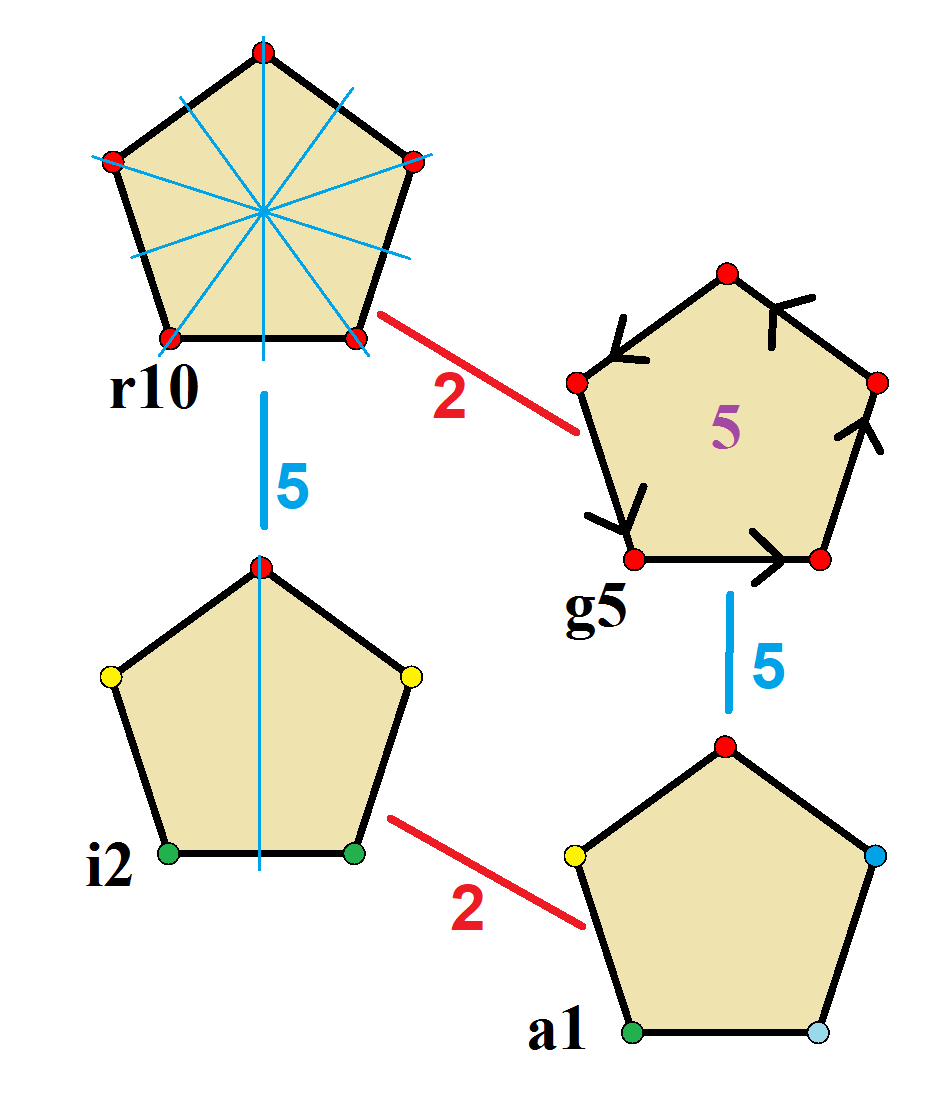
Симетрії правильного п'ятикутника. Вершини розфарбовані відповідно до їх позицій симетрії. Сині лінії відзеркалення проведені через вершини та ребра. Порядок обертової симетрії вказаний в центрі.

Правильний п'ятикутник має Dih5 симетрію, порядку 10. Оскільки 5 є простим числом існує одна підгрупа із діедральною симетрією: Dih1, і 2 симетрії циклічної групи: Z5, і Z1.
Ці 4 типи симетрії у п'ятикутнику можна побачити у вигляді 4 різних симетрій. Джон Конвей позначав їх за допомогою літери і порядку групи. Повна симетрія правильної форми — r10 і не існує симетрії із підписом a1. Діедральні симетрії поділяються в залежності від того, чи вони проходять через вершини (d для діагоналі) або ребра (p для перпендикулярів), і i коли лінії відбиття проходять через вершини і ребра одночасно. Обертові симетрії позначені літерою g відповідно до їх порядку центрального обертання.
Кожна підгрупа симетрії дозволяє мати один або декілька степенів свобод для неправильних форм. Лише підгрупа g5 не має степенів свободи, її можна розглядати як орієнтований граф.

## Побудова
Правильний п'ятикутник можна побудувати за допомогою циркуля та лінійки, оскільки число 5 є числом Ферма. Відомо багато методів побудови правильного п'ятикутника. Деякі з них наведено нижче.

#### Метод Річмонда

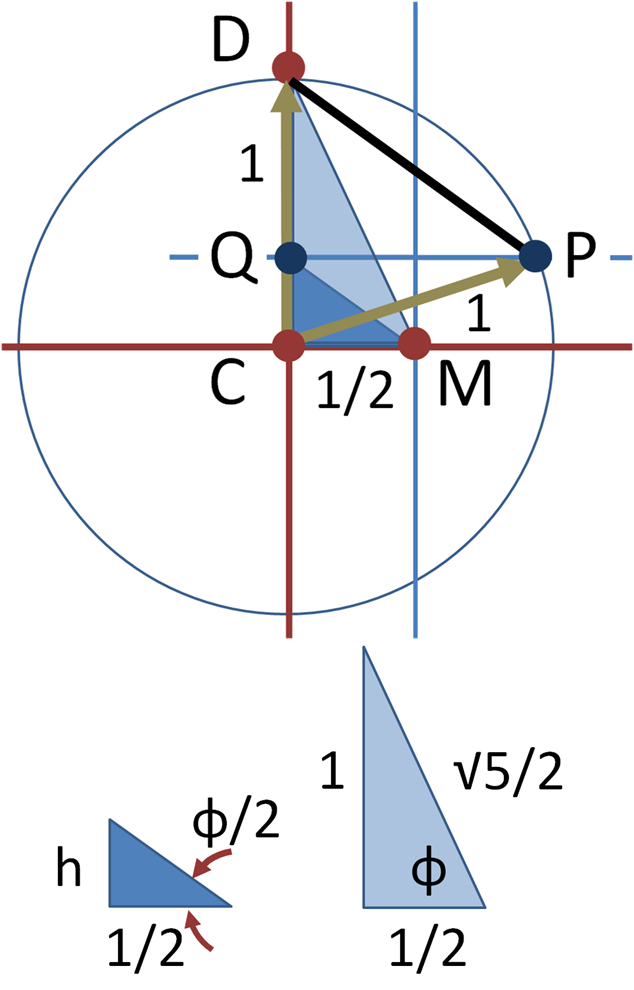

Одним із методів побудови правильного п'ятикутника в середині заданого кола є метод, описаний Г. В. Річмондом у 1893 році.

Побудова правильного п'ятикутника методом Річмонда

Перше зображення показує побудову, яка використовується в методі Річмонда для побудови сторони вписаного п'ятикутника.
1. Будуємо перпендикулярні осі, які перетинаються в точці С, та коло одиничного радіуса з центром в цій точці.
2. Знаходимо точку М — середину радіуса цього кола на горизонтальній осі, та сполучаємо її з точкою D — точкою перетину кола з вертикальною віссю.
3. Проводимо бісектрису кута CMD до її перетину з вертикальною віссю CD в точці Q.
4. Горизонтальна лінія, проведена через точку Q перетинає коло в точці P, а хорда PD є стороною правильного п'ятикутника, вписаного в початкове коло.

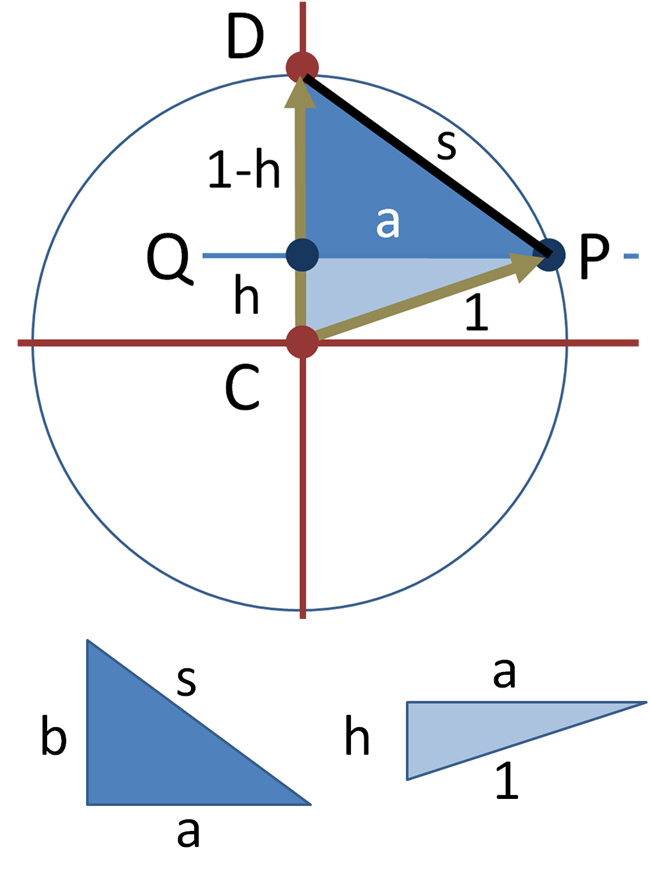

Визначимо довжину цієї побудованої сторони. Два правильні трикутники DCM і QCM показані внизу під колом. Використовуючи теорему Піфагора і дві сторони, гіпотенузу більшого трикутника можна знайти наступним чином {\displaystyle \scriptstyle {\sqrt {5}}/2}. Сторону h меншого трикутника тоді можна знайти за допомогою формули половинного кута:
{\displaystyle \tan(\phi /2)={\frac {1-\cos(\phi )}{\sin(\phi )}}\ ,}
де косинус і синус кута ϕ відомі із більшого трикутника. В результаті отримаємо:
{\displaystyle h={\frac {{\sqrt {5}}-1}{4}}\ .}
Знаючи довжину сторони, тепер перейдемо до нижньої діаграми для того, щоб знайти сторону s правильного п'ятикутника. Спершу, сторону a трикутника праворуч можна знайти за допомогою теореми Піфагора:
{\displaystyle a^{2}=1-h^{2}\ ;\ a={\frac {1}{2}}{\sqrt {\frac {5+{\sqrt {5}}}{2}}}\ .}
Потім знайдемо s за допомогою теореми Піфагора і трикутника, що ліворуч:
{\displaystyle s^{2}=(1-h)^{2}+a^{2}=(1-h)^{2}+1-h^{2}=1-2h+h^{2}+1-h^{2}=2-2h=2-2\left({\frac {{\sqrt {5}}-1}{4}}\right)\ }{\displaystyle ={\frac {5-{\sqrt {5}}}{2}}\ .}
Таким чином сторона s буде дорівнювати: {\displaystyle s={\sqrt {\frac {5-{\sqrt {5}}}{2}}}\ ,}
Таким чином, побудова п'ятикутника є правильною.

#### Карлайлові кола

Метод із використанням Карлайлових кіл

Карлайлове коло було винайдено як метод знаходження коренів квадратного рівняння. Ця методологія привезла до появи методу побудови правильного п'ятикутника. Його кроки є наступними:
1. Креслимо коло в яке ми впишемо п'ятикутник і позначимо його центральну точку як O.
2. Проводимо горизонтальну лінію через центр кола. Ліву точку перетину із колом позначимо як B.
3. Проводимо вертикальну лінію через центр кола. Позначимо точку перетину з колом літерою A.
4. Побудуємо точку M як середню точку між O і B.
5. Побудуємо коло із центром в точці M через точку A. Відмітимо його перетин із горизонтальною лінією (в середині початкового кола) літерою W, а точку перетину за межами кола позначимо як V.
6. Проводимо коло із радіусом OA і з центром в точці W. Воно перетинає початкове коло у двох вершинах п'ятикутника.
7. Проводимо коло із радіусом OA і з центром в точці V. Воно також перетинає початкове коло у двох вершинах п'ятикутника.
8. П'ята вершина це сама права точка перетину горизонтальної лінії із початковим колом.

Кроки 6–8 є аналогічними наступній версії, показаній в анімації:
6a. Побудуємо точку F, що є середньою точкою між O і W.
7a. Побудуємо вертикальну лінію через F. Вона перетинає початкове коло в двох вершинах п'ятикутника. Третьою вершиною буде самий правий перетин горизонтальної лінії із початковим колом.
8a. Побудуємо дві інші вершини використовуючи циркуль і довжину сторони, знайдену на кроці 7a.

#### При заданій довжині сторони
Відповідно до закону золотого перетину, і застосовуючи зовнішній поділ відрізку, п'ятикутник можна побудувати за допомогою наступних кроків:

П'ятикутник із заданою довжиною сторони

1. Проводимо відрізок AB довжина якого дорівнює довжині п'ятикутника.
2. Продовжимо відрізок BA від точки A приблизно на три чверті довжини відрізка BA.
3. Проводимо дугу кола, із центром в точці B, із радіусом AB.
4. Проводимо дугу кола із центром в точці A, із радіусом AB; вони утворять перетин в точці F.
5. Побудуємо перпендикуляр до відрізку AB через точку F; він утворить перетин в точці G.
6. Проводимо пряму паралельну відрізку FG від точки A до дуги окружності біля точки A; утвориться перетин позначений як H.
7. Проводимо дугу кола із центром у точці G із радіусом GH до перетину із продовженням відрізку AB; буде утворена точка перетину J.
8. Проводимо дугу кола із центром в точці B та радіусом BJ до перетину із перпендикуляром, що проходить через точку G; буде утворена точка перетину D із перпендикуляром, і точка перетину E із дугою кола, яке було утворене довкола точки A.
9. Проводимо дугу кола із центром в точці D, із радіусом BA доки ця дуга не перетне іншу дугу кола, що була проведена із центром в точці B; утвориться точка перетину C.
10. З'єднаємо точки BCDEA. В результаті отримана фігура є п'ятикутником.

#### Альтернативний метод

Побудова п'ятикутника

1. Будуємо коло з центром O та проводимо через неї пряму, яка перетинає коло в точках A і B.
2. Через точку О проводимо пряму ОС перпендикулярно до діаметра AB.
3. Знаходимо точку D — середину відрізка АО.
4. Креслимо дугу з центром D і радіусом CD, її перетин з лінією AB позначено E і F.
5. Креслимо дугу з центром C і радіусом CE, її точки перетину з колом, позначено G і H.
6. Креслимо дугу з центром C і радіусом CF і позначте її точки перетину з колом як I і J.

Точки C, G, H, I, J є вершинами правильного п'ятикутника.

#### Метод Евкліда

Метод Евкліда побудови правильного п'ятикутника в заданому колі з використанням золотого трикутника

Правильний п'ятикутник можна побудувати за допомогою циркуля та лінійки, або вписавши їх у дане коло, або побудувавши його на заданому відрізку. Цей процес був описаний Евклідом у його «Началах» приблизно за 300 рік до нашої ери.

#### Фізичні методи

П'ятикутник із смужки паперу

- Правильний п'ятикутник можна скласти із паперової смуги склавши її у простий вузол і обережно розтягуючи його за кінці, так щоб утворити пласку фігуру. Якщо скласти назад кінці над п'ятикутником, то при просвічуванні або розгладжуванні рельєфу із утворених ліній проявиться пентаграма.